# Condado de Saucedilla
El condado de Saucedilla es un título nobiliario español concedido el 26 de junio de 1689 por el rey Carlos II a don Diego de Zaldívar y Fernández (también llamado Diego Fernández de Zaldívar), Almirante de la Flota de Nueva España, Capitán general de la Armada de la Guardia y Carrera de las Indias, como gratitud por los servicios prestados al reino al frente de la Armada española.
Su nombre hace referencia  al municipio extremeño de Saucedilla, en la provincia de Cáceres. En el momento de la concesión, el título no conllevaba posesión de tierras, sólo jurisdicción. Posteriormente, perdió la jurisdicción. Hoy en día, es un título honorífico.

## Escudo
El escudo del I Conde es, según ALONSO-CADENAS LÓPEZ, AMPELIO y otros, en Blasonario de la consanguinidad ibérica: 1994-1995 (p. 70):
"En plata, un roble, de sinople, acompañado de dos calderas de sables, una a cada lado, y brochante sobre el todo una banda, de gules, engolada en dragantes, de sinople. Correspondiente al Condado de Saucedilla, concedido por el Rey Don Carlos II a don Diego de Zaldívar y Fernández ..."

## Titulares

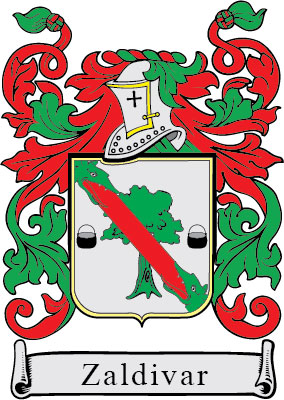
Escudo del I Conde de Saucedilla, Diego de Zaldívar y Fernández

- Don Diego de Zaldívar y Fernández (n. 1637, Briviesca, Burgos), I conde de Saucedilla. Sucedió su hijo:

- Don Raimundo de Zaldívar y Ortiz de Landazuri (f. 1712), II conde de Saucedilla, caballero de Alcántara desde 1687. Casado con doña María Manuela Porrata. Sucedió su hijo:

- Don Bartolomé de Zaldívar y Porrata (n. 1702), III conde de Saucedilla.

- Don Gaspar de Molina y Zaldívar (n. 1741, Cádiz-1806), IV conde de Saucedilla, III marqués de Ureña.

- En 1868, Fermín Ortega y Molina renuncia a suceder en el título de conde de Saucedilla. Se produce vacante.

- En 1871 se suprime temporalmente el Condado de Saucedilla por vacante no ocupada.

- Beatriz Magdalena de Zaldívar y Redo cede el título a Beatriz Llamosa y Zaldívar, que recibe la carta de sucesión en 1957.

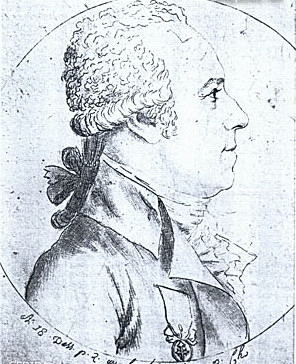
Gaspar de Molina y Zaldívar, IV Conde de Saucedilla y III Marqués de Ureña

- Entre 1973 y 1980, juicio entre doña Beatriz Llamosa y Zaldívar y doña Elia Villanova-Rattazzi y Barrera en torno al derecho de llevar el título, que se substancia, en 1980, a favor de esta última.

- Elia Villanova-Rattazzi y Barrera. Condesa de Saucedilla. Descendiente de Napoleón Bonaparte. Su abuelo, Luis Villanova de la Cuadra, contrajo matrimonio con Isabel Roma Rattazzi Bonaparte Wyse, hija del primer ministro de Italia, Urbano Rattazzi, y biznieta de Luciano Bonaparte hermano mayor del Emperador Napoleón Bonaparte.

- Joaquín de Silos y Millán, Doctor Arquitecto. Descendiente de una conocida familia de terratenientes y grandes propietarios rurales extremeños, hijo de Fernando de Silos Hernández y de Asunción Millán Viniegra. Fue también Marqués de Ureña. Casado con María Teresa Iturralde y Tormo, nieta de don Elías Tormo, Ministro de Bellas Artes e Instrucción Pública de la Monarquía.

- La actual titular es María Teresa de Silos Iturralde, XIII condesa de Saucedilla, VIII marquesa de Ureña, hija del anterior titular. Es Registradora de la Propiedad y está casada con don Fernando Morenés y Mariátegui, hijo de los Marqueses del Borghetto.